# Nguyễn Văn Nhieu
Nguyễn Văn Nhieu (nascido em 1930) é um ex-ciclista olímpico vietnamita. Representou sua nação na prova de contrarrelógio nos Jogos Olímpicos de Verão de 1956.